# Valeri Nepomniachtchi
Pour les articles homonymes, voir Nepomniachtchi.
Valeri Kouzmitch Nepomniachtchi (en russe : Валерий Кузьмич Непомнящий), né le 7 août 1943 à Slavgorod, est un footballeur soviétique (russe) reconverti en tant qu'entraîneur.

## Biographie
Il est connu comme étant le sélectionneur des Lions Indomptables lors de la Coupe du monde 1990, qui s'illustra en arrivant en quart-de-finale.